# Llista d'ocells de Nova Caledònia
Aquesta llista d'ocells de Nova Caledònia inclou totes les espècies d'ocells trobats a Nova Caledònia: 193, de les quals 22 són endemismes, 12 són espècies globalment amenaçades i 14 hi foren introduïdes.
Els ocells s'ordenen per ordre i família.

## Podicipediformes

### Podicipedidae
- Tachybaptus novaehollandiae

## Procellariiformes

### Diomedeidae
- Diomedea exulans
- Diomedea epomophora
- Thalassarche melanophris

### Procellariidae
- Macronectes giganteus
- Macronectes halli
- Daption capense
- Pterodroma rostrata
- Pterodroma inexpectata
- Pterodroma solandri
- Pterodroma arminjoniana
- Pterodroma cervicalis
- Pterodroma cookii
- Pterodroma leucoptera
- Pterodroma hypoleuca
- Pterodroma nigripennis
- Procellaria cinerea
- Calonectris leucomelas
- Puffinus carneipes
- Puffinus pacificus
- Puffinus griseus
- Puffinus tenuirostris
- Puffinus gavia
- Puffinus assimilis
- Puffinus lherminieri

### Hydrobatidae
- Oceanites oceanicus
- Fregetta grallaria
- Nesofregetta fuliginosa
- Oceanodroma castro

## Pelecaniformes

### Phaethontidae
- Phaethon rubricauda
- Phaethon lepturus

### Pelecanidae
- Pelecanus conspicillatus

### Sulidae
- Morus serrator
- Sula dactylatra
- Sula sula
- Sula leucogaster

### Phalacrocoracidae
- Phalacrocorax sulcirostris
- Phalacrocorax carbo
- Phalacrocorax melanoleucos

### Fregatidae
- Fregata minor
- Fregata ariel

## Ciconiiformes

### Ardeidae
- Ardea alba
- Egretta novaehollandiae
- Egretta sacra
- Bubulcus ibis
- Butorides striata
- Nycticorax caledonicus
- Ixobrychus minutus
- Botaurus poiciloptilus

### Threskiornithidae
- Plegadis falcinellus
- Platalea regia

## Anseriformes

### Anatidae
- Dendrocygna arcuata
- Branta canadensis
- Anas gibberifrons
- Anas gracilis
- Anas aucklandica
- Anas chlorotis
- Anas platyrhynchos
- Anas superciliosa
- Anas rhynchotis
- Aythya australis

## Falconiformes

### Pandionidae
- Pandion haliaetus

### Accipitridae
- Haliastur sphenurus
- Haliaeetus leucogaster
- Circus approximans
- Accipiter fasciatus
- Accipiter haplochrous

### Falconidae
- Falco cenchroides
- Falco peregrinus

## Galliformes

### Meleagrididae
- Meleagris gallopavo

### Phasianidae
- Gallus gallus
- Phasianus colchicus
- Pavo cristatus

## Gruiformes

### Turnicidae
- Turnix varius

### Rallidae
- Gallirallus lafresnayanus
- Gallirallus philippensis
- Porzana pusilla
- Porzana tabuensis
- Porzana cinerea
- Porphyrio porphyrio
- Gallinula tenebrosa

### Rhynochetidae
- Rhynochetos jubatus

## Charadriiformes

### Haematopodidae
- Haematopus finschi

### Burhinidae
- Burhinus magnirostris

### Glareolidae
- Stiltia isabella

### Charadriidae
- Vanellus miles
- Pluvialis fulva
- Pluvialis squatarola
- Charadrius semipalmatus
- Charadrius bicinctus
- Charadrius mongolus
- Charadrius leschenaultii
- Charadrius veredus

### Scolopacidae
- Limosa lapponica
- Numenius minutus
- Numenius phaeopus
- Numenius madagascariensis
- Xenus cinereus
- Actitis hypoleucos
- Tringa brevipes
- Tringa incana
- Tringa nebularia
- Tringa stagnatilis
- Arenaria interpres
- Calidris tenuirostris
- Calidris canutus
- Calidris alba
- Calidris ruficollis
- Calidris acuminata
- Calidris ferruginea

### Laridae
- Larus novaehollandiae

### Sternidae
- Anous stolidus
- Anous minutus
- Procelsterna albivitta
- Gygis alba
- Onychoprion fuscatus
- Onychoprion anaethetus
- Sternula albifrons
- Sternula nereis
- Chlidonias hybrida
- Sterna dougallii
- Sterna sumatrana
- Thalasseus bergii

### Stercorariidae
- Stercorarius maccormicki
- Stercorarius pomarinus
- Stercorarius parasiticus

## Columbiformes

### Columbidae
- Columba livia
- Columba vitiensis
- Streptopelia chinensis
- Chalcophaps indica
- Geopelia striata
- Ptilinopus greyii
- Drepanoptila holosericea
- Ducula pacifica
- Ducula goliath

## Psittaciformes

### Psittacidae
- Trichoglossus haematodus
- Eunymphicus cornutus
- Cyanoramphus novaezelandiae
- Cyanoramphus saissetti

## Cuculiformes

### Cuculidae
- Cacomantis flabelliformis
- Chrysococcyx lucidus
- Eudynamys taitensis
- Scythrops novaehollandiae

## Strigiformes

### Tytonidae
- Tyto longimembris
- Tyto alba

## Caprimulgiformes

### Aegothelidae
- Aegotheles savesi

### Caprimulgidae
- Eurostopodus mystacalis

## Apodiformes

### Apodidae
- Collocalia esculenta
- Aerodramus spodiopygius
- Aerodramus vanikorensis
- Hirundapus caudacutus

## Coraciiformes

### Alcedinidae
- Todiramphus sanctus

### Meropidae
- Merops ornatus

## Passeriformes

### Hirundinidae
- Hirundo tahitica
- Hirundo neoxena
- Petrochelidon nigricans

### Campephagidae
- Coracina caledonica
- Coracina novaehollandiae
- Coracina analis
- Lalage leucopygialis
- Lalage leucopyga

### Pycnonotidae
- Pycnonotus cafer

### Turdidae
- Turdus poliocephalus

### Sylviidae
- Megalurulus mariei

### Rhipiduridae
- Rhipidura albiscapa
- Rhipidura spilodera

### Monarchidae
- Clytorhynchus pachycephaloides
- Myiagra caledonica

### Petroicidae
- Eopsaltria flaviventris

### Pachycephalidae
- Pachycephala pectoralis
- Pachycephala caledonica
- Pachycephala rufiventris

### Acanthizidae
- Gerygone flavolateralis

### Zosteropidae
- Zosterops inornatus
- Zosterops xanthochroa
- Zosterops minutus
- Zosterops lateralis

### Meliphagidae
- Lichmera incana
- Myzomela caledonica
- Myzomela cardinalis
- Philemon diemenensis
- Gymnomyza aubryana
- Phylidonyris undulatus

### Artamidae
- Artamus leucorynchus

### Corvidae
- Corvus moneduloides

### Sturnidae
- Aplonis striata
- Acridotheres tristis
- Sturnus vulgaris

### Passeridae
- Passer domesticus

### Estrildidae
- Estrilda astrild
- Erythrura trichroa
- Erythrura psittacea
- Lonchura castaneothorax[1]